# Ardèche
Ardèche (occitanska och arpitan: Ardecha) är ett franskt departement beläget i regionen Auvergne-Rhône-Alpes i södra Frankrike. Huvudort är Privas. Departementet är namngivet efter floden Ardèche. I den tidigare regionindelningen som gällde fram till 2015 tillhörde Ardèche regionen Rhône-Alpes.

## Historia
De 31 000 år gamla grottmålningarna i Chauvetgrottan visar att området varit bebott av människor åtminstone sedan senpaleolitikum.

## Geografi
Ardèche begränsas i öster av floden Rhône och i väster av floden Loire som har sin upprinnelse vid berget Gerbier de Jonc. Floden som givit departementet dess namn skär på sina håll djupt ner och bildar några av Europas djupaste raviner. En berömd turistattraktion är den märkliga naturliga stenbron Pont d’Arc.